# 巴丹蝸
巴丹蝸（学名：Pancala batanica）为南亞蝸牛科班卡拉蝸牛屬下的一个种。

## 扩展阅读
- 維基物種上的相關：巴丹蝸